# Smile (álbum de Katy Perry)
Smile —en español: Sonrisa— es el sexto álbum de estudio de la cantante estadounidense Katy Perry, publicado el 28 de agosto de 2020 por la compañía discográfica Capitol Records. Para su grabación, la cantante trabajó en conjunto con Josh Abraham, Carolina Liar, The Daylights, G Koop, Andrew Goldstein, Ian Kirkpatrick, Charlie Puth, Stargate y Zedd. Perry, considera a este disco como un «viaje hacia la luz, con historias de resiliencia, esperanza y amor». Musicalmente es un álbum pop que abarca temas sobre autoayuda y empoderamiento.
Dos sencillos se lanzaron antes del estreno del álbum: «Daisies», como el primero el 15 de mayo de 2020, seguido de «Smile» el 10 de julio de 2020, el álbum también incluye los sencillos «Never Really Over», lanzado el 31 de mayo de 2019, y «Harleys in Hawaii», lanzado el 16 de octubre de 2019, «Small Talk», lanzado el 9 de agosto de 2019 y «Never Worn White», lanzado el 5 de marzo de 2020, sólo se incluyeron en las ediciones fan y japonesa del álbum. Tras su lanzamiento, Smile recibió una respuesta mixta por parte de los críticos, se mostraron favorables a la imagen madura de Perry, pero criticaron la letra y la producción. El álbum se ubicó entre los cinco primeros en Australia, Bélgica —región Valona—, Canadá, Escocia, España, Estados Unidos, Nueva Zelanda, Portugal y Reino Unido, entre los diez primeros en Argentina, Austria, Bélgica —región Flamenca—, Irlanda, Italia, Suiza y entre los veinte primeros en Alemania, Finlandia, Francia y Países Bajos.

## Antecedentes
La producción del álbum se llevó a cabo después de un período de depresión por el que pasó Katy Perry, las críticas públicas, la ruptura con su entonces novio Orlando Bloom, y su embarazo. En marzo de 2018, el productor Ian Kirkpatrick anunció que había trabajado con Perry en nueva música. En una entrevista con The Fader, declaró: «Nosotros nos vimos un par de días y ella es increíble». Además declaró que trabajar con Perry era alguien con quien había querido trabajar toda su vida, y ella era literalmente la persona más normal sin un ego. En junio del mismo año, Perry fue vista trabajando con Max Martin en Suecia. En marzo de 2020, Ryan Tedder reveló que había trabajado también con la cantante en nueva música para el álbum. En una entrevista con Official Charts, explicó: «Estuve trabajando con [Perry] hace dos semanas». Continuó explicando cómo ella estaba realmente en un buen espacio mental. «Sólo he grabado una canción con ella, pero estoy enamorado de ella».
En marzo de 2020, Perry anunció sus intenciones de lanzar «mucha» música nueva durante los meses de verano del mismo año. En mayo, anunció «Daisies» como el sencillo principal del álbum. El mismo mes, Amazon Alexa anunció la fecha de lanzamiento del disco como el 14 de agosto de 2020.
En una entrevista de junio de 2020 con Billboard, Perry habló de una nueva canción, titulada «Teary Eyes». Más tarde confirmó en otra entrevista en julio que «Never Really Over» sería incluida en el álbum. Ese mismo mes, anunció Smile como el título del proyecto y confirmó una canción homónima para el disco. Antes de finalizar el mes se reveló que el álbum sería lanzado en diferentes formatos de vinilo con imagen impresa y de color, en casete, y una edición especial limitada en CD, con una portada lenticular llamada «fan edition».
El 2 de agosto, estuvo disponible una venta rápida en la tienda en línea de la cantante por cinco días. La venta incluía cinco ediciones limitadas del álbum con diferentes portadas con la única opción de poder preordenarse.
El disco se lanzó finalmente el 28 de agosto, después de que Perry anunciara el 27 de julio que la fecha se había retrasado debido a «inevitables retrasos en la producción».

## Temática
Katy Perry explicó que el álbum trata sobre «encontrar la luz al final del túnel» y recuperar su sonrisa, el proyecto viene de un lugar donde ella cayó después de que su carrera y su relación amorosa alcanzaran un punto bajo en 2017. La cantante declaró que luchó contra la depresión y los pensamientos suicidas, y que la gratitud es lo que le salvó la vida. Definió el disco como su «viaje hacia la luz, con historias de resistencia, esperanza y amor».

## Portada
La portada de la edición estándar de Smile se reveló el 9 de julio de 2020 a través de un juego con temática de circo en Twitter, este involucraba a sus fanáticos y seguidores escribiendo tuits sobre el álbum para hacer estallar globos virtuales en el sitio web de Katy Perry. La imagen muestra a la cantante caracterizada como un payaso desanimado con una nariz roja y un traje a cuadros azul y blanco. El título del álbum en color azúl aparece escrito por debajo de Perry y en la parte superior su nombre en color blanco, ambos utilizan diferente tipografía. En agosto, Perry dio a conocer una colección de edición limitada de discos de vinilo con imagen y embalajes de CD con portadas alternativas para el álbum. Cinco portadas alternativas y cinco discos de vinilo diferentes estuvieron disponibles para preordenarse por un período de cinco días.

## Recepción

### Crítica
Smile recibió una respuesta mixta por parte de la crítica. En el sitio web Metacritic, acumuló 58 puntos de 100 considerando 18 reseñas, lo que indica «críticas mixtas o promedio». Album of the Year recopilo 21 reseñas y calculó un promedio de 57 de 100, mientras que AnyDecentMusic? le dio al álbum un 5.3 sobre 10, según la valoración de su consenso crítico.
Lindsay Zolandz de The New York Times pensó que el álbum trata de añadir brillo a la oscuridad, con una ligereza que estaba ausente en su predecesor, Witness (2017). Mark Kennedy de Chicago Tribune consideró Smile como una corrección de rumbo que devuelve a Katy Perry al pop puro, y etiquetó la mayor parte del álbum como «un poco de mala suerte» debido a su tono apologético. Joe Muggs del periódico i felicitó la producción contenida y la maduración de Perry como estrella del pop, pero descartó el contenido lírico como «un poco demasiado libro de autoayuda de redención». Kate Solomon de The Daily Telegraph señaló que Smile se siente «tan serio que se desvía hacia un territorio en el que vale la pena acobardarse», pero muestra los rasgos más fuertes de la música de Perry: éxitos efervescentes y enormes ganchos.
Patrick Ryan de USA Today opinó que Smile exuda una alegría recién descubierta, con algunas de las canciones más despreocupadas de la carrera de la cantante; sin embargo, criticó las letras de autoempoderamiento como un cliché, añadiendo que Perry da a los oyentes un déjà vu en lugar de buscar una nueva dirección musical. Leah Greenblatt de Entertainment Weekly describió el sonido del álbum como demasiado familiar, inalterado de la antigua discografía de Perry. Craig Jenkins de la revista Vulture señaló a Smile líricamente débil, pero en general una mejora sobre Witness, y nombró los sencillos como sus mejores temas. Alexa Camp de Slant Magazine escribió que Perry evita la experimentación optando por quedarse «en su carril». Kish Lal de The Sydney Morning Herald calificó el disco como a punto de caer de bruces a pesar de la honestidad de los temas tratados. Louise Bruton de The Irish Times afirmó que el álbum posee melodías perfectas, pero citó las sublíricas como un inconveniente.
En críticas desfavorables, el redactor Dani Blum de Pitchfork llamó el proyecto un cliché pop con tópicos confusos, que también es inútil para la pandemia por COVID-19. Alex McLevy de Stereogum opinó que Perry «lucha por ser tomada en serio», ya que Smile frena su capacidad de evolución, en lugar de mostrar el lado «real» de sí misma. Chris DeVille calificó el álbum de aburrido y poco aventurero, destacando la falta de un lirismo memorable, mientras que Helen Brown de The Independent llamó el álbum olvidable, y que la cantante recurre a lo básico. Hannah Mylrea de NME escribió que el disco comprende imitaciones y rellenos deslucidos, desprovistos de los ganchos pegajosos y pareados de los antiguos discos de Perry. Escribiendo para Clash, Joe Rivers llamó anticuada a la producción y sintió que le faltaba substancia.

### Comercial
Smile logró una recepción comercial media en comparación con los anteriores trabajos musicales de la cantante.
Smile tuvo una recepción moderada en servicio de streaming, en Spotify debutó con 7,8 millones de transmisiones durante sus primeras 24 horas y cerro su semana con un total de 32.7 millones de transmisiones a nivel mundial. De la misma manera Smile debutó con un total de 102 000 copias vendidas alrededor del mundo durante su semana inicial.
En América del Norte, el álbum tuvo un moderado desempeño comercial. En Estados Unidos, logró debutar en el quinto puesto de la lista Billboard 200, vendiendo 50 000 unidades equivalentes a álbumes —incluyendo 35 000 copias— y se convirtió en el quinto álbum de Katy Perry en ingresar entre los primeros diez puestos del listado. De igual forma acumuló un total de 21 millones de transmisiones bajo demanda incluyendo todas sus canciones, en la semana que finalizó el 12 de septiembre de 2020. A día de hoy, Smile es elegible a certificación gold en los Estados Unidos, por vender más de 500 000 copias dentro de dicho territorio. Así mismo también debutó en el puesto cinco de la lista Canadian Albums Chart de Canadá.
En Europa, el disco también obtuvo una aceptable recepción. En Escocia y Portugal debutó en el tercer puesto de las listas de álbumes publicadas por la Official Charts Company y la AFP respectivamente, siendo los puestos más altos obtenidos por el álbum entre las listas europeas. Por otro lado en Irlanda, el álbum ingresó en puesto nueve del conteo Irish Albums Chart, convirtiéndose también en el quinto álbum de Perry en ingresar entre los primeros diez puestos del listado, mientras que en Reino Unido el álbum debutó en el quinto lugar vendiendo 8579 unidades en su primera semana. También hizo su debut en el quinto puesto de países como Bélgica —en la región Valona, mientras que el séptimo en la región Flamenca — y España. En Austria y Suiza logró alcanzar el octavo puesto y el décimo en Italia, mientras que ingresó entre los primeros cincuenta puestos de Alemania, Finlandia, Francia, Hungría, Noruega, Países Bajos, Polonia, República Checa y Suecia.
Por otro lado, en Oceanía, Smile obtuvo una gran recepción. En Australia, debutó directamente en el segundo puesto del Australian Albums Chart, solo por detrás de S&M2 (2020) de Metallica y en Nueva Zelanda, se posicionó en el cuarto lugar de la lista NZ Top 40 Albums Chart. En Asia el álbum consiguió debutar en la lista de álbumes de Oricon en Japón, ingresando en el puesto 39, mientras que en el listado Hot Albums de Billboard Japan ocupó el lugar 32.
Actualmente el disco ha vendido un total de 2,2 millones de unidades alrededor del mundo.

## Promoción

### Sencillos
«Daisies» se lanzó como el primer sencillo el 15 de mayo de 2020. La canción tuvo una excelente recepción por parte de la crítica, elogiando su sonido y letra, llegando a considerarla como su «mejor canción» desde su álbum Prism (2013). Comercialmente, «Daisies» tuvo un éxito moderado, debutó en el puesto 40 de la lista Billboard Hot 100 de Estados Unidos, dándole a Katy Perry su canción número 25 en ingresar entre los primeros 40 puestos de la lista, así mismo alcanzó la tercera posición en la lista Digital Songs. El tema también ingresó al conteo Adult Top 40 en el noveno puesto y convirtió a Perry en la quinta artista con más temas entre los primeros diez puestos del listado con un total de 16 canciones. Alcanzó el segundo puesto en la región Flamenca de Bélgica, el tres en Nueva Zelanda, cuatro en Escocia y diez en Países Bajos. Su video musical fue dirigido por Liza Voloshin; Perry reveló que el videoclip no era lo que se había planeado originalmente, pero debido a la pandemia de COVID-19 el rodaje original fue cancelado.
El 9 de julio de 2020 se anunció que el segundo sencillo del disco sería la canción homónima del álbum. Meses después, a raíz de filtraciones en Internet —incluyendo una versión inédita con el rapero Diddy—, la canción fue estrenada el 10 de julio en compañía de la preorden del álbum. El tema recibió comentarios positivos por su mensaje y lo compararon con algunas de sus canciones como «Roar», «Walking on Air» y «Birthday». Contó con una recepción comercial media e ingresó en el puesto 10 de la lista NZ Hot Singles Chart de Nueva Zelanda, entre los primeros quince lugares de la región Flamenca de Bélgica y en Croacia, al igual que entre los 100 puestos de listas en 5 países, siendo hasta ahora uno de los sencillos con más bajo rendimiento de la cantante. El 14 de julio se lanzó una presentación en video de «Smile» y el 14 de agosto se publicó su video musical dirigido por Mathew Miguel Cullen.
A lo largo de 2019 y 2020, Perry lanzó cuatro canciones en solitario, originalmente destinadas a ser sencillos sin álbum. «Never Really Over», lanzado el 31 de mayo de 2019, fue anunciado para estar en Smile por Perry en junio de 2020. «Harleys in Hawaii», lanzado el 16 de octubre de 2019, se reveló entre la lista de canciones al momento del lanzamiento de la preorden del disco. «Small Talk» lanzado el 9 de agosto de 2019, y «Never Worn White», el 5 de marzo de 2020, no aparecieron en la lista de canciones estándar, pero terminaron como canciones extra en las versiones fan edition y japonesa del álbum.

### Sencillos promocionales
El 20 de agosto de 2020 se lanzó «What Makes a Woman» como sencillo promocional, ocho días previos al lanzamiento de Smile. Un mes antes, Katy Perry reveló que la canción está dedicada a su hija —que estaba por nacer—, afirmando: «Esa es una esperanza que tengo para mi futuro hijo, es que ella no tiene límites en ninguno de sus sueños, o lo que ella quiera ser, o quién cree que ella es». Por otra parte, la canción no logró ingresar en ninguna lista musical pero si en algunas de iTunes alrededor del mundo. Un video acústico de la canción fue subido en YouTube.

### Interpretaciones en vivo

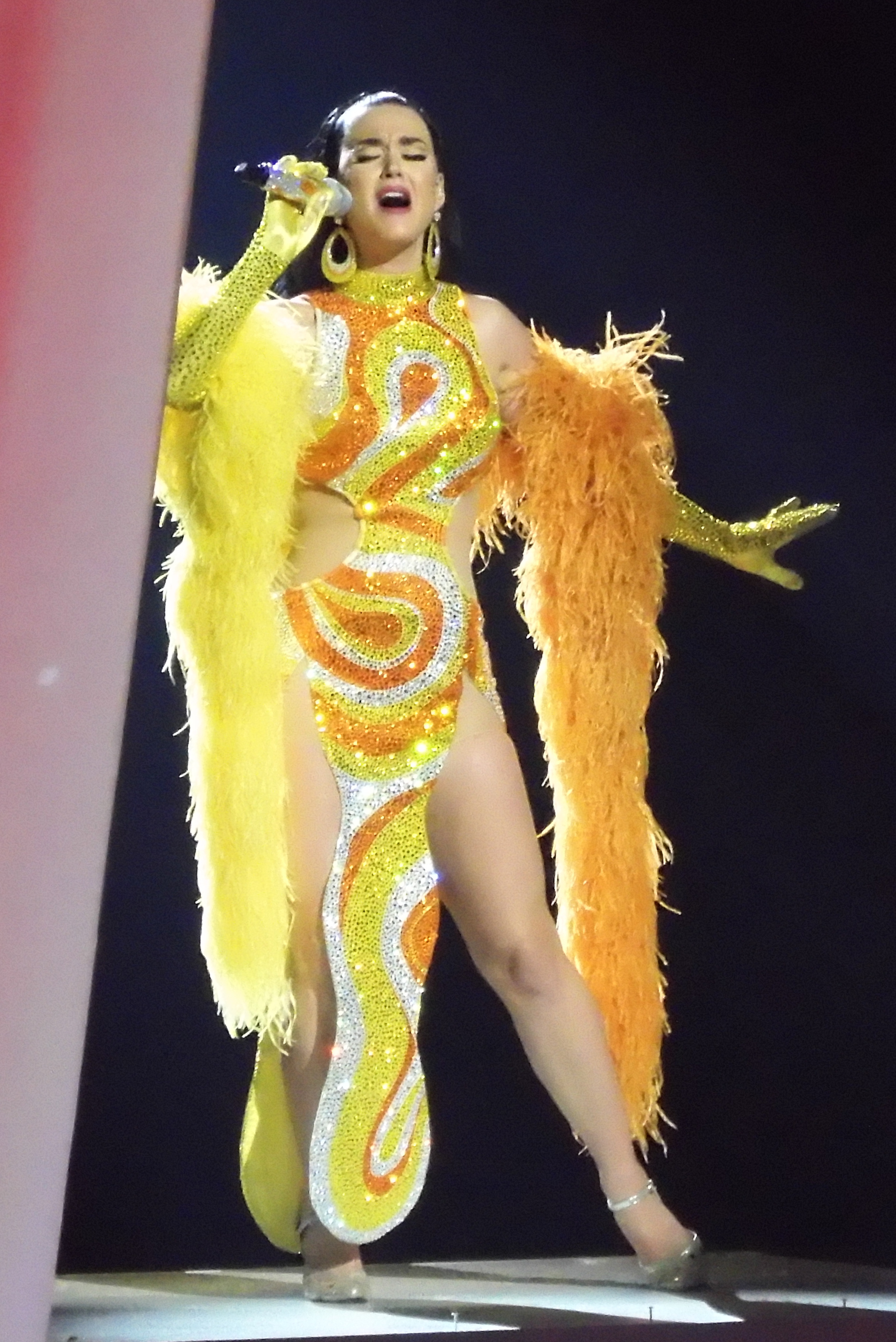
Perry en concierto en Las Vegas, 2022

Todos los sencillos del álbum fueron interpretados en ocasiones selectas entre 2019 y 2020. El 15 de julio de 2019, Perry subió la primera presentación en vivo de «Never Really Over» en un baño en su cuenta oficial de Instagram. La primera actuación en vivo de Perry tras dar a luz en agosto de 2020 fue «Only Love», interpretada el 22 de noviembre de 2020 junto a Darius Rucker en los American Music Awards de 2020 en el Microsoft Theater de Los Ángeles, California.
El 12 de mayo de 2021 Perry anunció Play, su primera residencia de conciertos desarrollada en el Resorts World de Las Vegas. Inició el 29 de diciembre de 2021 y culminó el 4 de noviembre de 2023, con un total de 80 conciertos. Tuvo un enfoque lúdico, a tono con el álbum Smile; películas de los años 90 como Honey, I Shrunk the Kids, Pee-wee's Playhouse y Pee-wee's Big Adventure influyeron en la creación del espectáculo. Perry lo describió como "una fiesta tanto para los oídos como para los ojos, y es como la mayor cantidad de risas que he tenido en un ensayo en toda mi vida", y declaró que su entorno consideró a esta residencia como "la idea más loca que ha tenido". «Never Really Over», «Daisies», «Not the End of the World» y «Smile» fueron interpretadas regularmente en la residencia, y las canciones «Cry About It Later», «Harleys in Hawaii» y «Never Worn White» tuvieron apariciones esporádicas.
El concierto de Perry en Rock In Rio el 20 de septiembre de 2024 vio el debut en vivo de «Teary Eyes» y «Tucked», además de «Never Really Over», «Cry About It Later», «Daisies» y «Smile» en la lista de canciones.
«Teary Eyes» y «Daisies» son las únicas canciones de Smile en el repertorio regular de The Lifetimes Tour. La gira incluye una sección llamada "Elige tu propia aventura", en la que el público ayuda a decidir qué temas cantará; todos sus álbumes entre Katy Hudson y Smile son elegibles. Una vez que se selecciona un álbum en una ruleta en la pantalla, los espectadores eligen sus dos canciones favoritas del mismo, entre las opciones disponibles, escaneando un código QR. El 29 de abril de 2025, Perry invitó a un fan a subir al escenario en esta sección, e interpretaron un fragmento a cappella de «Tucked». Durante la sección oceánica de la gira, Perry interpretó partes breves de varias canciones de Smile: «Champagne Problems» en Perth, «Tucked» en Melbourne, y «Small Talk» y «Never Really Over» en Adelaida.

## Lista de canciones
| Smile |                            | |                                    |          |  |
| N.º   | Título                     | Escritor(es) | Productor(es)                      | Duración |  |
| 1.    | «Never Really Over»        | Katy Perry, Dagny Sandvik, Michelle Buzz, Jason Gill, Gino Barletta, Hayley Warner, Anton Zaslavski, Leah Cooney y Daniel James | Zedd y Dreamlab                    | 3:43     |  |
| 2.    | «Cry About It Later»       | Perry, Noonie Bao, Oscar Holter y Sasha Sloan                                                                                   | Oscar Holter                       | 3:09     |  |
| 3.    | «Teary Eyes»               | Perry, Andrew Goldstein, Jacob Kasher, Madison Love y Michael Pollack                                                           | Andrew Goldstein y Oscar Görres    | 3:02     |  |
| 4.    | «Daisies»                  | Perry, Jonathan Bellion, Kasher, Pollack, Jordan K. Johnson y Stefan Johnson                                                    | The Monsters & Strangerz           | 2:54     |  |
| 5.    | «Resilient»                | Perry, Ferras Alqaisi, Mikkel Storleer Eriksen y Tor Erik Hermansen                                                             | Stargate, Tim Blacksmith y Danny D | 3:07     |  |
| 6.    | «Not the End of the World» | Perry, Goldstein, Kasher, Love y Pollack                                                                                        | Goldstein y Görres                 | 2:58     |  |
| 7.    | «Smile»                    | Perry, Brittany Hazzard, Alqaisi, Goldstein, Josh Abraham, Anthony Criss, Benny Golson, Kier Gist y Vincent Brown               | Josh Abraham y Oligee              | 2:46     |  |
| 8.    | «Champagne Problems»       | Perry, Kasher, Johan Carlsson, Ian Kirkpatrick y John Ryan                                                                      | Johan Carlsson                     | 3:16     |  |
| 9.    | «Tucked»                   | Perry, Alqaisi, Kasher, Carlsson y Ryan                                                                                         | Carlsson                           | 3:07     |  |
| 10.   | «Harleys in Hawaii»        | Perry, Charlie Puth, Kasher y Carlsson                                                                                          | Puth y Carlsson                    | 3:05     |  |
| 11.   | «Only Love»                | Perry, Sophie Cooke y Andrew Jackson                                                                                            | John DeBold y Sophie Cooke         | 3:18     |  |
| 12.   | «What Makes a Woman»       | Perry, Kasher, Carlsson, Ryan y Sarah Hudson                                                                                    | Carlsson y Elvira Anderfjärd       | 2:11     |  |
| 36:36 |                            | |                                    |          |  |

| Edición fan |                                  |                                                      |                                           |          |  |
| N.º         | Título                           | Escritor(es)                                         | Productor(es)                             | Duración |  |
| 13.         | «Small Talk»                     | Perry, Carlsson, Puth y Hindlin                      | Carlsson y Puth                           | 2:41     |  |
| 14.         | «Never Worn White»               | Perry, Carlsson, John Ryan y Hindlin                 | Carlsson                                  | 3:45     |  |
| 15.         | «Daisies (Acoustic)»             | Perry, Bellion, Hindlin, Pollack, Jordan K. y Stefan | Pierre-Luc Rioux                          | 3:05     |  |
| 16.         | «Daisies (Oliver Heldens Remix)» | Perry, Bellion, Hindlin, Pollack, Jordan K. y Stefan | The Monsters & Strangerz y Oliver Heldens | 3:35     |  |
| 49:42       |                                  |                                                      |                                           |          |  |

| Edición de Target |                       |                                                  |                 |          |  |
| N.º               | Título                | Escritor(es)                                     | Productor(es)   | Duración |  |
| 13.               | «Mensaje de Katy»     |                                                  |                 | 3:31     |  |
| 14.               | «High On Your Supply» | Perry, Ilya Salmanzadeh, Alqaisi y Savan Kotecha | ILYA y Karlsson | 4:00     |  |
| 44:07             |                       |                                                  |                 |          |  |

| Edición japonesa |                                  |                                                           |                                           |          |  |
| N.º              | Título                           | Escritor(es)                                              | Productor(es)                             | Duración |  |
| 13.              | «Mensaje de Katy»                |                                                           |                                           | 3:31     |  |
| 14.              | «High On Your Supply»            | Perry, Salmanzadeh, Alqaisi y Kotecha                     | ILYA y Karlsson                           | 4:00     |  |
| 15.              | «Small Talk»                     | Perry, Carlsson, Puth y Hindlin                           | Carlsson y Puth                           | 2:41     |  |
| 16.              | «Never Worn White»               | Perry, Carlsson, Ryan y Hindlin                           | Carlsson                                  | 3:45     |  |
| 17.              | «Daisies» (Acoustic)             | Perry, Bellion, Hindlin, Pollack, J. Johnson y S. Johnson | Pierre-Luc Rioux                          | 3:05     |  |
| 18.              | «Daisies» (Oliver Heldens Remix) | Perry, Bellion, Hindlin, Pollack, J. Johnson y S. Johnson | The Monsters & Strangerz y Oliver Heldens | 3:35     |  |
| 57:22            |                                  |                                                           |                                           |          |  |

Notas
- «Never Really Over» contiene una interpolación de «Love You Like That», escrita por Dagny, Jason Gill y Michelle Buzz.
- «Not the End of the World» contiene elementos de «Na Na Hey Hey Kiss Him Goodbye», escrita por Paul Leka, Gary DeCarlo y Dale Frashuer.
- «Smile» contiene muestras de «Jamboree», escrita por Anthony Criss, Vincent Brown y Kier Gist.
- Las publicaciones del álbum en vinilo cuentan con una versión alternativa de Smile junto al rapero Diddy, incluyéndolo a él y a Cordae Dunston como compositores adicionales.[101]

## Posicionamiento en listas
| Lista (2020)                        | Mejor posición |
| ----------------------------------- | -------------- |
| Alemania (Offizielle Top 100)       | 14             |
| Argentina (CAPIF)                   | 6              |
| Australia (ARIA)                    | 2              |
| Austria (Ö3 Austria)                | 8              |
| Bélgica (Ultratop Flandes)          | 7              |
| Bélgica (Ultratop Valonia)          | 5              |
| Canadá (Billboard Canadian Albums)  | 5              |
| Escocia (Scottish Albums Chart)     | 3              |
| España (PROMUSICAE)                 | 5              |
| Estados Unidos (Billboard 200)      | 5              |
| Finlandia (Suomen virallinen lista) | 18             |
| Francia (SNEP)                      | 17             |
| Hungría (MAHASZ)                    | 23             |
| Irlanda (OCC)                       | 9              |
| Italia (FIMI)                       | 10             |
| Japón Hot Albums (Billboard Japan)  | 32             |
| Japón (Oricon)                      | 39             |
| Noruega (VG-lista)                  | 25             |
| Nueva Zelanda (RMNZ)                | 4              |
| Países Bajos (Album Top 100)        | 13             |
| Polonia (ZPAV)                      | 24             |
| Portugal (AFP)                      | 3              |
| Reino Unido (UK Albums Chart)       | 5              |
| República Checa (ČNS IFPI)          | 35             |
| Suecia (Sverigetopplistan)          | 58             |
| Suiza (Schweizer Hitparade)         | 8              |
| Uruguay (CUD)                       | 10             |

## Certificaciones y ventas
| País    | Organismo certificador | Certificación | Ventas certificadas | Ref.    |
| ------- | ---------------------- | ------------- | ------------------- | ------- |
| China   | —                      | —             | 600 000             | [ 105 ] |
| Noruega | IFPI Noruega           | Platino       | 20 000              | [ 106 ] |

## Historial de lanzamiento
| Región         | Fecha                | Formato                                         | Versión     | Discográfica          | Ref.           |
| -------------- | -------------------- | ----------------------------------------------- | ----------- | --------------------- | -------------- |
| Varios         | 28 de agosto de 2020 | Casete, CD, descarga digital, streaming, vinilo | Estándar    | Capitol Records       | [ 107 ]        |
| Varios         | 28 de agosto de 2020 | CD                                              | Edición fan | Capitol Records       | [ 18 ]         |
| Estados Unidos | 28 de agosto de 2020 | CD                                              | Target      | Capitol Records       | [ 108 ] [ 97 ] |
| Japón          | 28 de agosto de 2020 | CD                                              | Japonesa    | Universal Music Japan | [ 99 ] [ 109 ] |